# لاتيه
اللاتيه (بالإيطالية: Latte)‏ هو مشروب قهوة من أصل إيطالي يُصنع من قهوة الإسبرسو والحليب المبخر، ويُقدم تقليديًا في كوب زجاجي. تشمل الأنواع المختلفة منه الموكا بنكهة الشوكولاتة أو استبدال القهوة بقاعدة مشروب أخرى مثل شاي كرك، أو المتة، أو الماتشا، أو الكركم أو الرويبوس. تُستخدم أيضًا بدائل الحليب البقري مثل حليب الصويا، أو حليب جوز الهند، أو حليب اللوز أو حليب الشوفان.

## نبذة عامة
يتكون اللاتيه من جرعة أو أكثر من الإسبرسو، تُقدم في كوب زجاجي (أو أحيانًا في فنجان)، ويُضاف إليه الحليب الساخن المبخر.
الفرق بين اللاتيه والكابتشينو هو أن الكابتشينو يُقدَّم في فنجان صغير سعة 140 مل، مع طبقة من الرغوة السميكة فوق الحليب، بينما يُقدَّم اللاتيه في كوب زجاجي (أو فنجان) أكبر بسعة 230 مل، بدون طبقة الرغوة السميكة. لذلك يحتوي اللاتيه على كمية أكبر من الحليب مقارنة بالكابتشينو، مما يجعل طعم القهوة أكثر اعتدالا.
تؤدي الطريقة التي يُبخر بها الحليب في اللاتيه إلى دمج فقاعات دقيقة جدًا في الحليب الساخن. يمكن إضافة هذه الرغوة بطريقة تشكل أنماطًا في الرغوة البيضاء والكريما البنية (يُسمى فن اللاتيه). حيثُ تغيّر قوام الرغوة الدقيقة طعم وملمس المشروب.
مشروب مشابه هو لاتيه ماكياتو، الذي يُقدَّم أيضًا في كوب زجاجي، ولكن يُضاف الإسبرسو إلى الكوب بعد الحليب المبخر. في إيطاليا، تُحضَّر مشروبات القهوة بالحليب مثل لاتيه ولاتيه ماكياتو وكابتشينو عادةً لتناولها في وجبة الإفطار فقط.
في الولايات المتحدة، غالبًا ما يكون اللاتيه مُحلى بشكل كبير بنسبة 3% من السكر (أو أكثر). عادةً ما تأتي هذه المحليات على شكل سكر أبيض مكرر، أو محليات صناعية، أو شراب الأغاف.

## الأصل والتاريخ

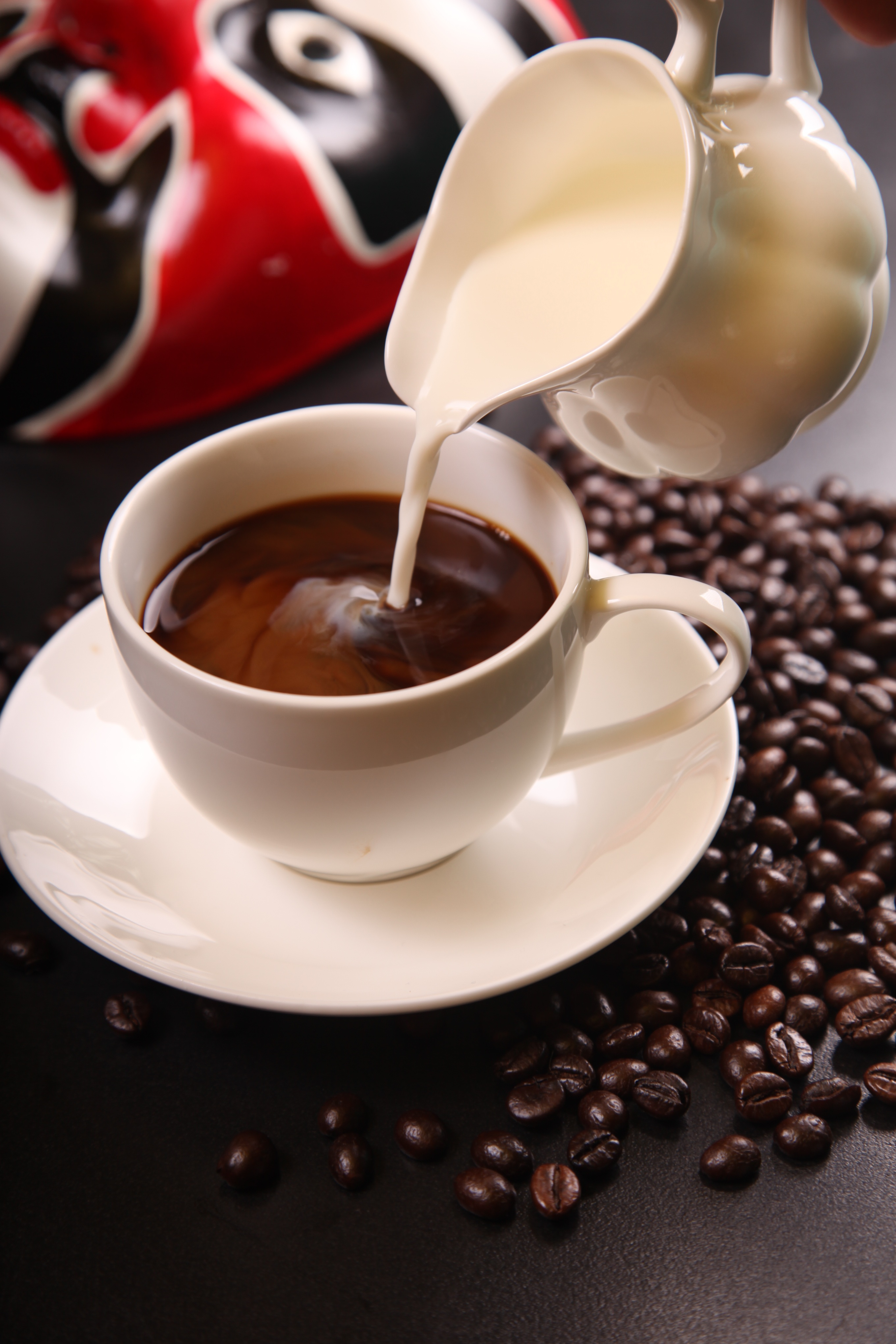
خلط الإسبرسو مع الحليب.

نشأ اللاتيه في أوروبا خلال القرن السابع عشر، وتحديدًا في إيطاليا. كان يُحضَّر المشروب عن طريق مزج الإسبرسو مع الحليب المبخر، مما أدى إلى إنشاء مشروب كريمي ورغوي أصبح شائعًا في المقاهي في جميع أنحاء القارة.
ظهر مصطلح كافيه إي لاتيه لأول مرة في الأدب بفضل الكاتب ويليام دين هاولز في مقالته الشهيرة (رحلات إيطالية) التي نُشرت عام 1867. في تلك المرحلة من التاريخ، بدأت القهوة تشهد انتشارًا واسعًا، ولكن تقنيات تحضير القهوة كانت لا تزال بدائية؛ لم تكن آلات الإسبرسو موجودة في ذلك الوقت، مما يعني أن طرق تحضير القهوة كانت تعتمد على وسائل تقليدية بسيطة.
عند النظر إلى القهوة التقليدية المحضّرة في المنازل الإيطالية، يُعتقد أن الكابتشينو هو الأساس الذي استُمدت منه فكرة الكافيه لاتيه الأمريكي. في الكابتشينو التقليدي، يُسخن ويُبخر الحليب دون استخدام طريقة التبخير، ثم تُضاف القهوة الإسبرسو القوية إلى الحليب الساخن. كانت القهوة الإسبرسو القوية هي ما يزعج الأمريكيين، لذا أُضيف الحليب لتخفيف حدتها.
ظهرت الصيغة الحديثة للاتيه في القرن العشرين، ومنذ ذلك الحين ازدهرت في القرن الحادي والعشرين. يُعتقد أن عامل تحضير القهوة لينو موريون هو المخترع الحقيقي للكافيه لاتيه. وهو معروف بتقديم هذا المشروب في مدينة بيركيلي، وقد يكون هو السبب في شعبيته الكبيرة في الخمسينيات.

### الترويج والانتشار العالمي
انتشر اللاتيه في مدينة سياتل (واشنطن) في أوائل الثمانينيات، وازداد انتشاره بشكل أوسع في أوائل التسعينيات. أما في كوريا الجنوبية، أصبحت الإسبرسو ومشتقاتها (كابتشينو، كافيه لاتيه، كافيه موكا) شائعة في عام 2000.

## لاتيه بارد

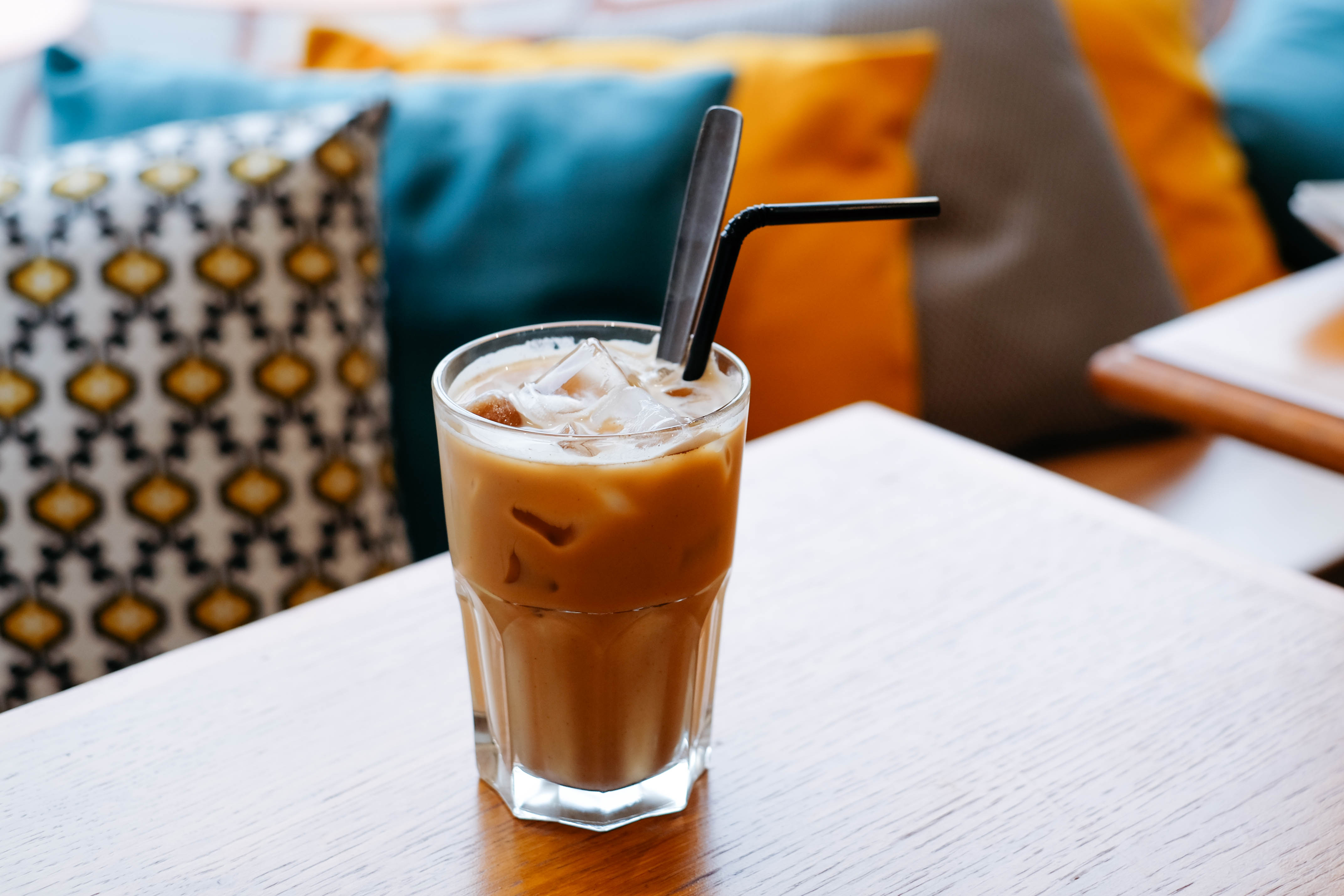
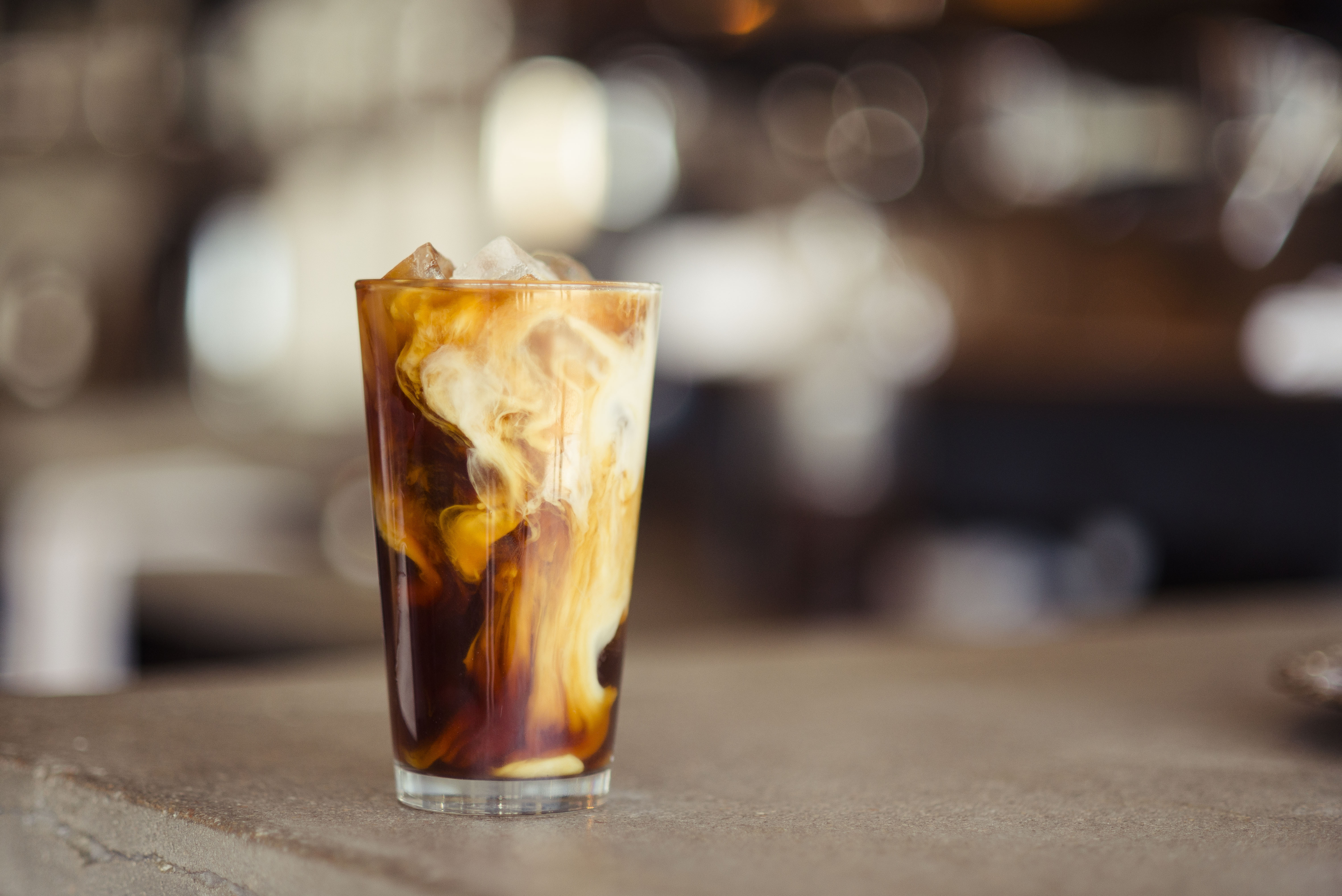

في الولايات المتحدة، يُعد اللاتيه المثلج عادةً من الإسبرسو والحليب المبرد المُسكوب فوق الثلج. على عكس اللاتيه الساخن، لا يحتوي عادةً على الحليب المبخر أو الرغوة. غالبًا ما تُضاف إلى اللاتيه المثلج السكر أو شراب النكهات، على الرغم من أن البعض يفضلون أن يتكون ببساطة من القهوة والحليب؛ كما يمكن تقديمه مخلوطًا مع الثلج. يمكن تبريد الإسبرسو مسبقًا (أحيانًا كمزيج من الإسبرسو والحليب) أو تجميده مسبقًا لتجنب تسخين المشروب.

## أساليب التقديم

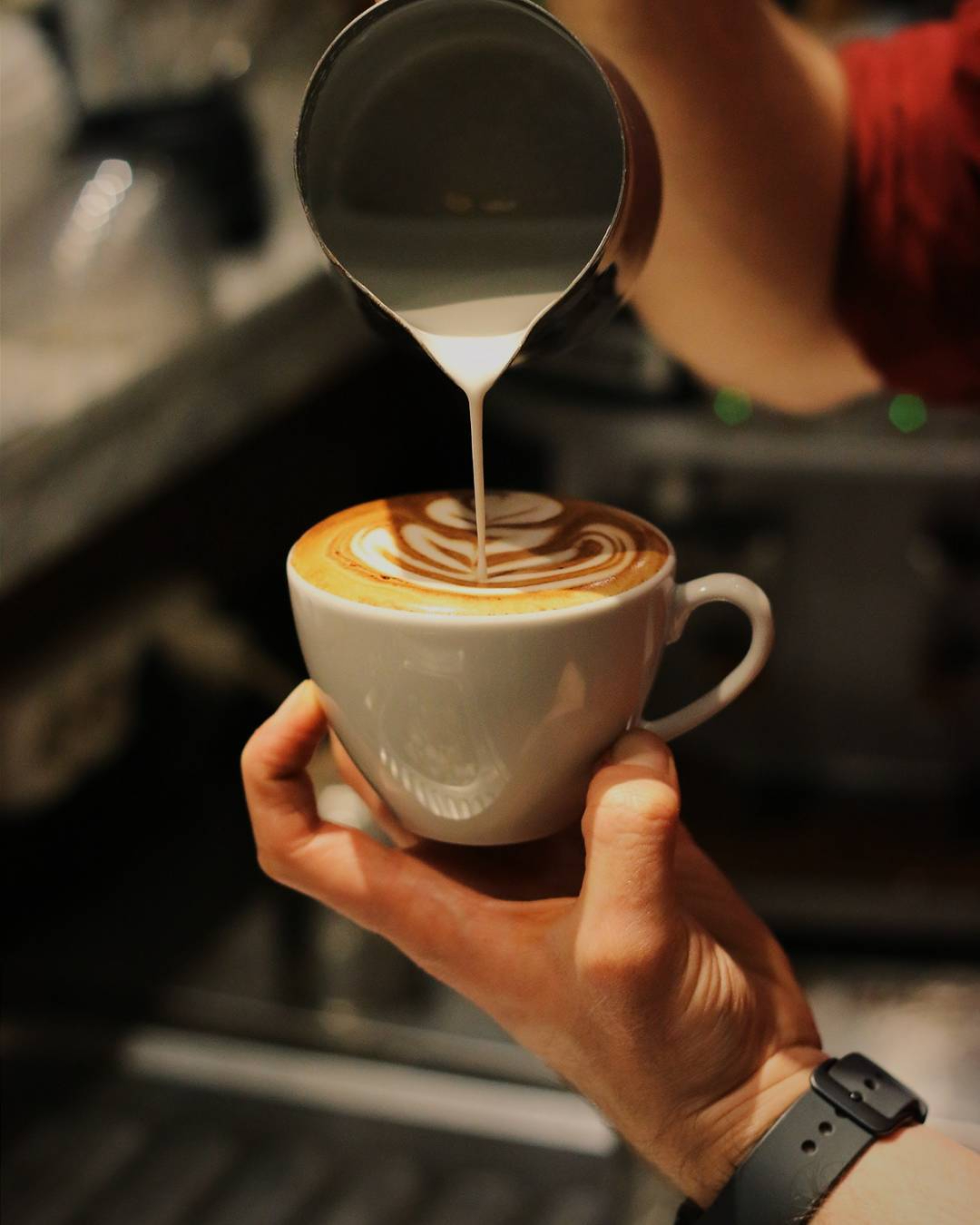
تحضير كوب لاتيه للتقديم.

- تحضير كوب لاتيه للتقديم. عادةً ما تُقدَّم اللاتيه في كوب زجاجي موضوع على صحن مع منديل، مما يسمح للشارب باستخدام المنديل لحمل الكوب (الساخن).
- يعكس اللاتيه المُتعدد الطبقات الترتيب التقليدي لإنشاء اللاتيه. بدلاً من صب الحليب المبخر في جرعة من الإسبرسو، فإن صب الإسبرسو الساخن في كوب من الحليب المبخر سيخلق مزيجًا من درجات الحرارة والكثافة مما يؤدي إلى تقسيم اللاتيه إلى طبقات ذات كثافات متعددة. لصنع اللاتيه المُتعدد الطبقات، يُصب إسبرسو في كوب من الحليب المبخر عند نفس درجة الحرارة. تعتمد طبقات المشروب إلى حد كبير على متغيرات مثل حجم الكوب ونسبة الحليب إلى الإسبرسو.[18]
- يُعتبر لاتيه ملح البحر، وهو نوع شهير من اللاتيه التقليدي مصنوع من رغوة حليب مملحة فوق قهوة تعتمد على الإسبرسو.[19]

## سياسيًا
أصبح وصف الأشخاص بلقب (شاربي اللاتيه) بطريقة سلبية هجومًا سياسيًا شائعًا في بعض الثقافات الغربية. أدت شعبية شرب الإسبرسو في المدن الكبرى، وخاصة بين السكان الحضريين الأكثر ثراء، إلى اعتقاد البعض أنه سلوك نخبوي. في الولايات المتحدة، عُرف بعض المعلقين السياسيين المحافظين بإطلاق لقب (النخب الليبرالية شاربي اللاتيه) على خصومهم.في السياسة الكندية، يُستخدم شرب اللاتيه لتصوير الأشخاص على أنهم مثقفون بعيدون عن الواقع، ويعتبرون نقيضًا لشرب القهوة في تيم هورتونز، الذي يُعتبر ممثلاً عن الكندي العادي.

### لاتيه ساخن

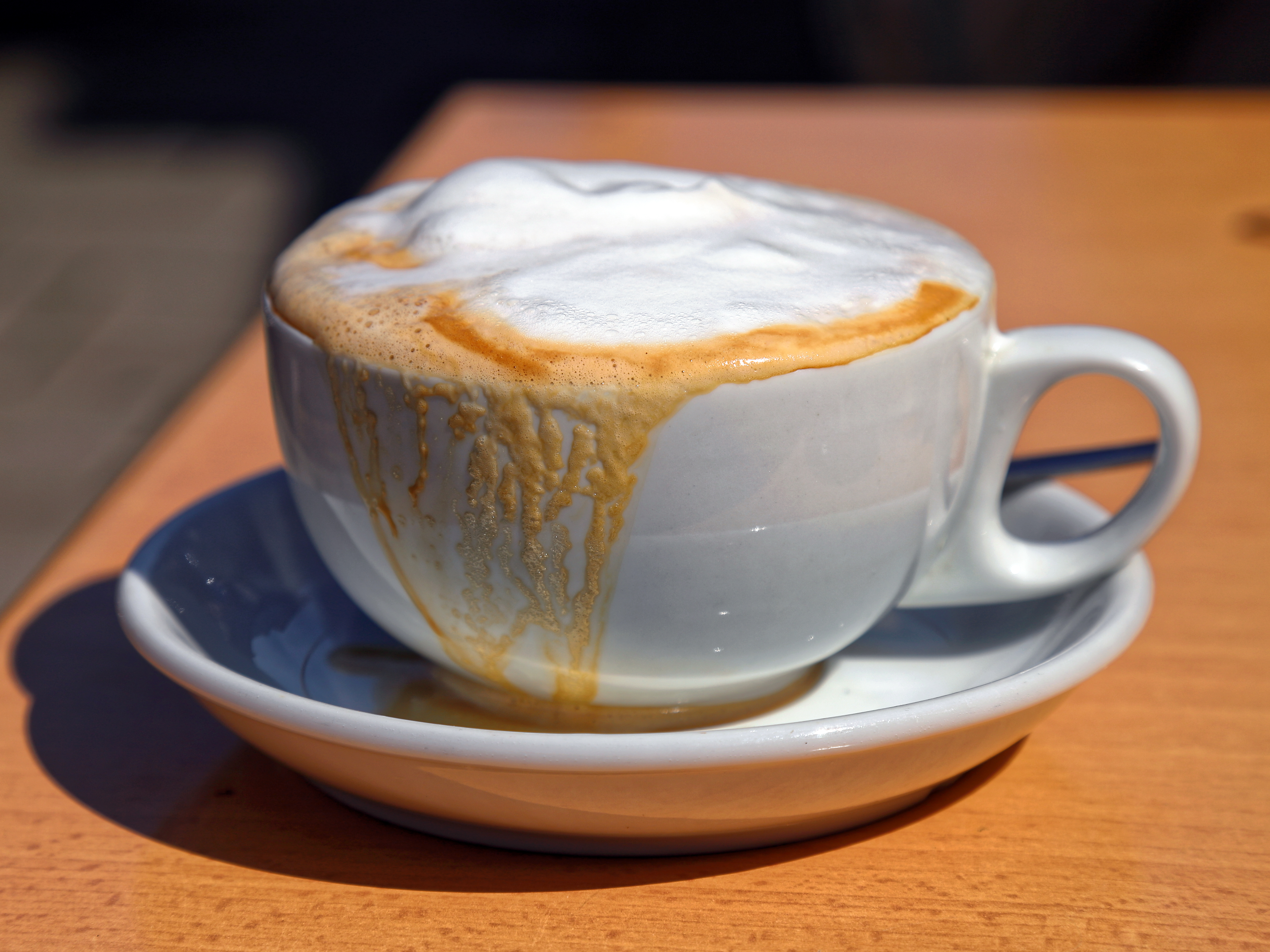
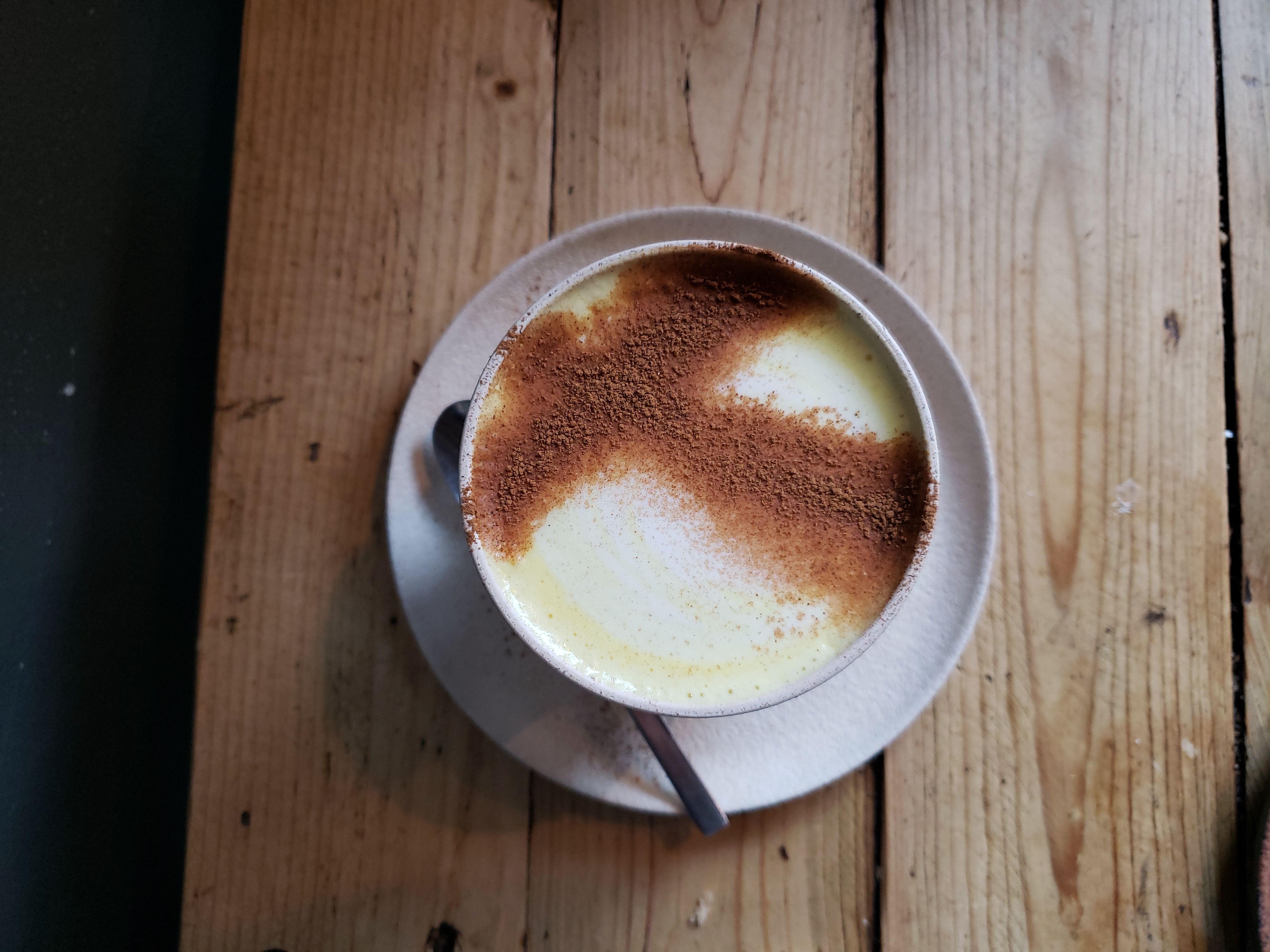
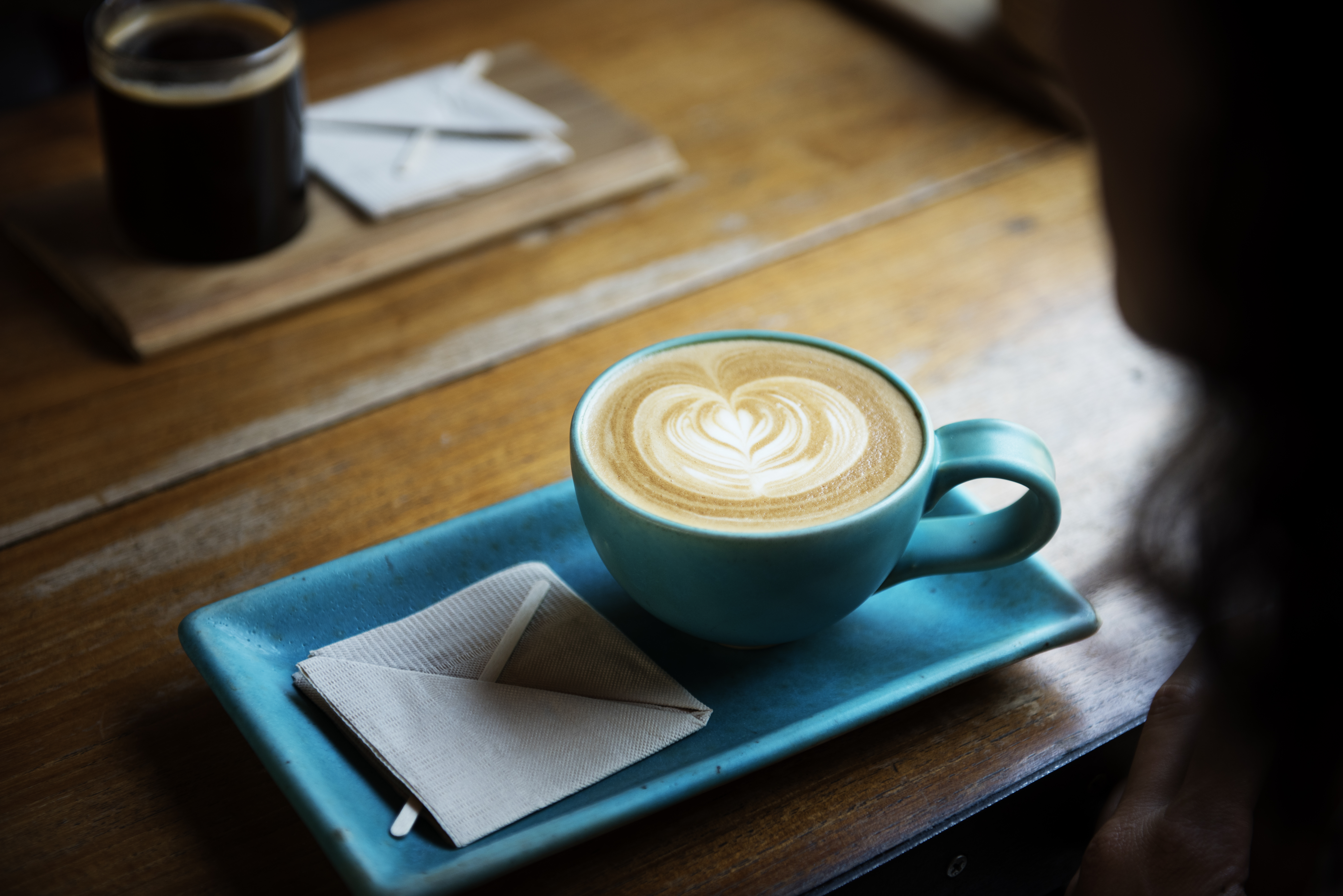

### فن اللاتيه

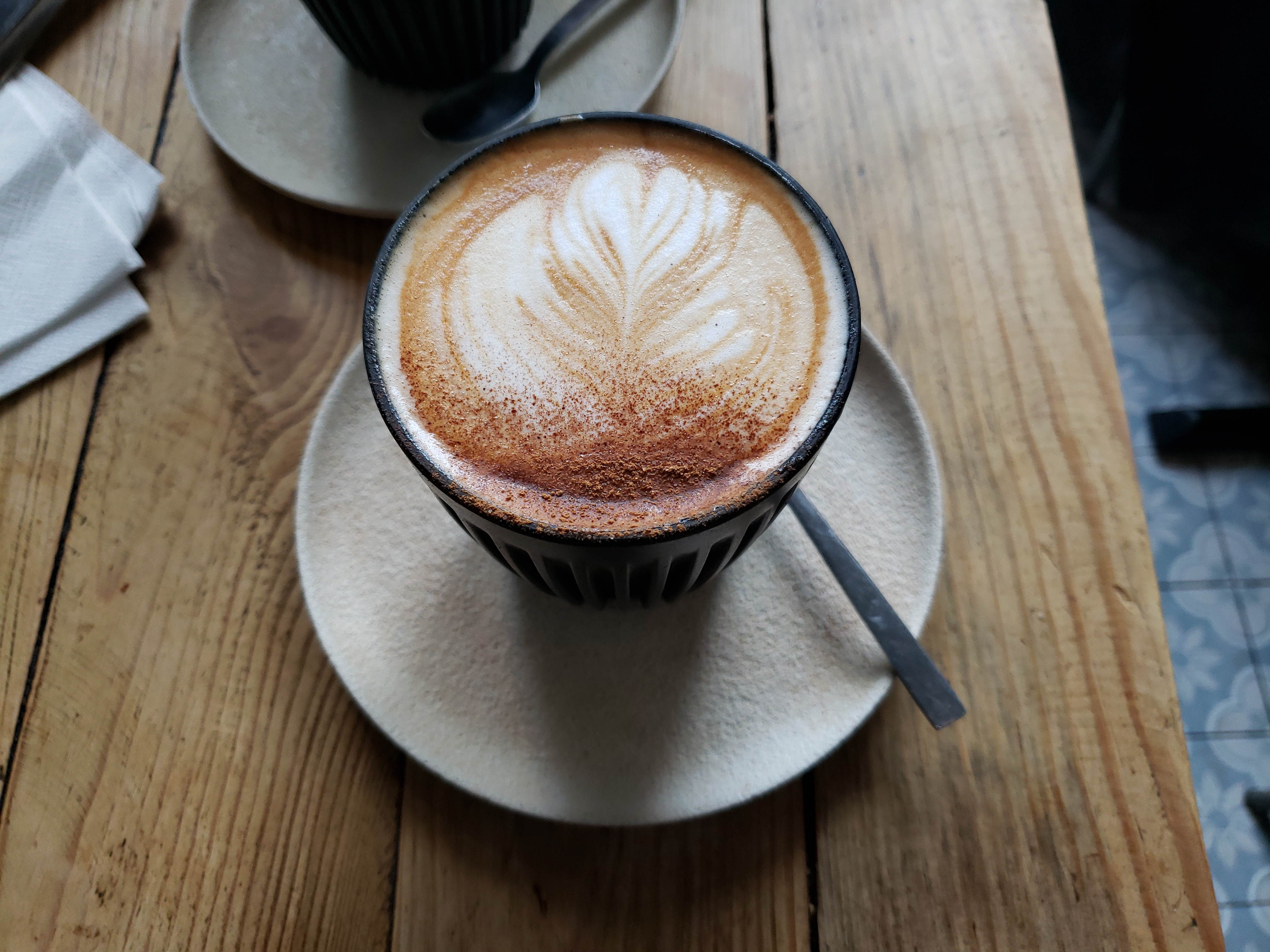
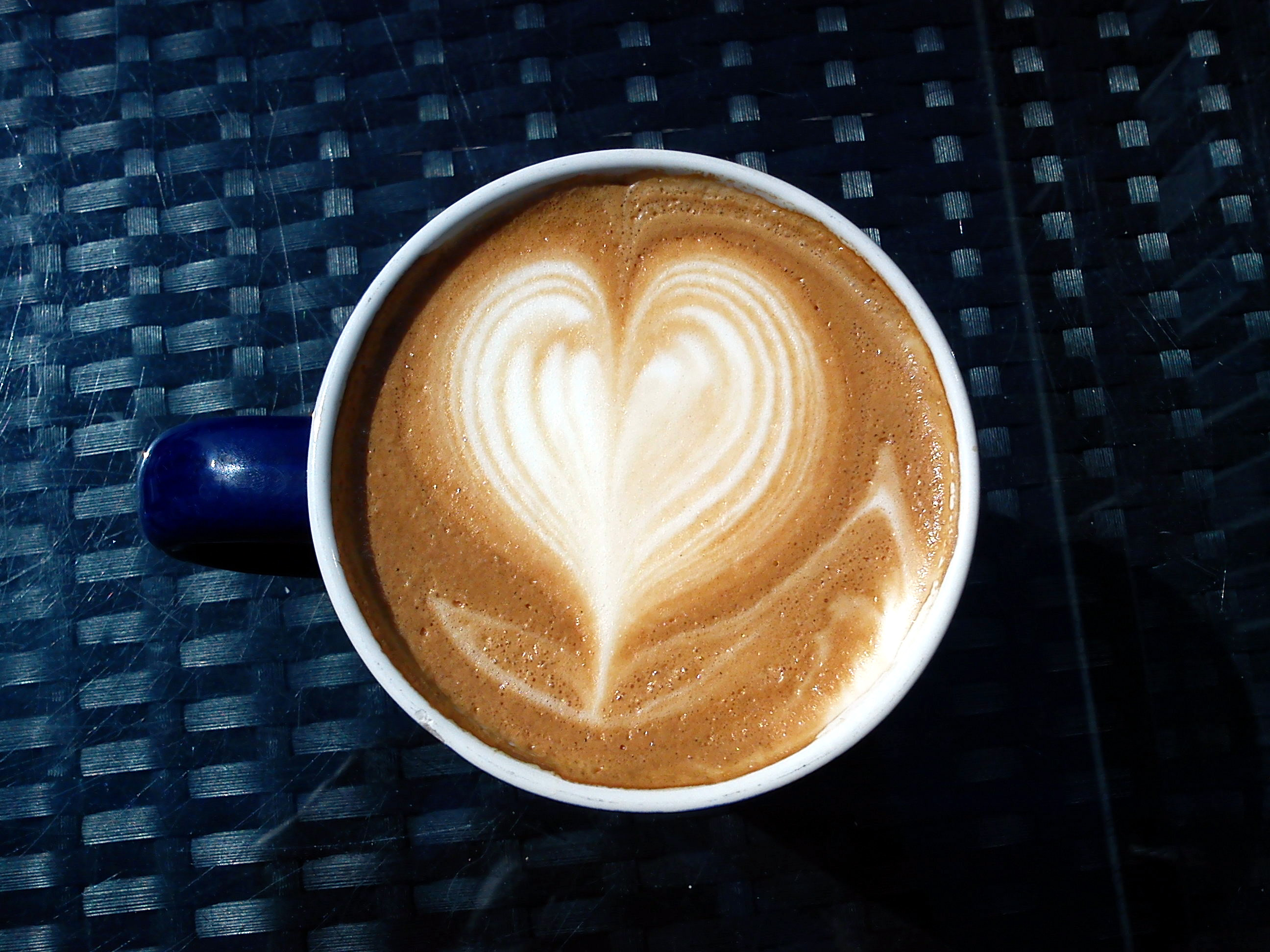
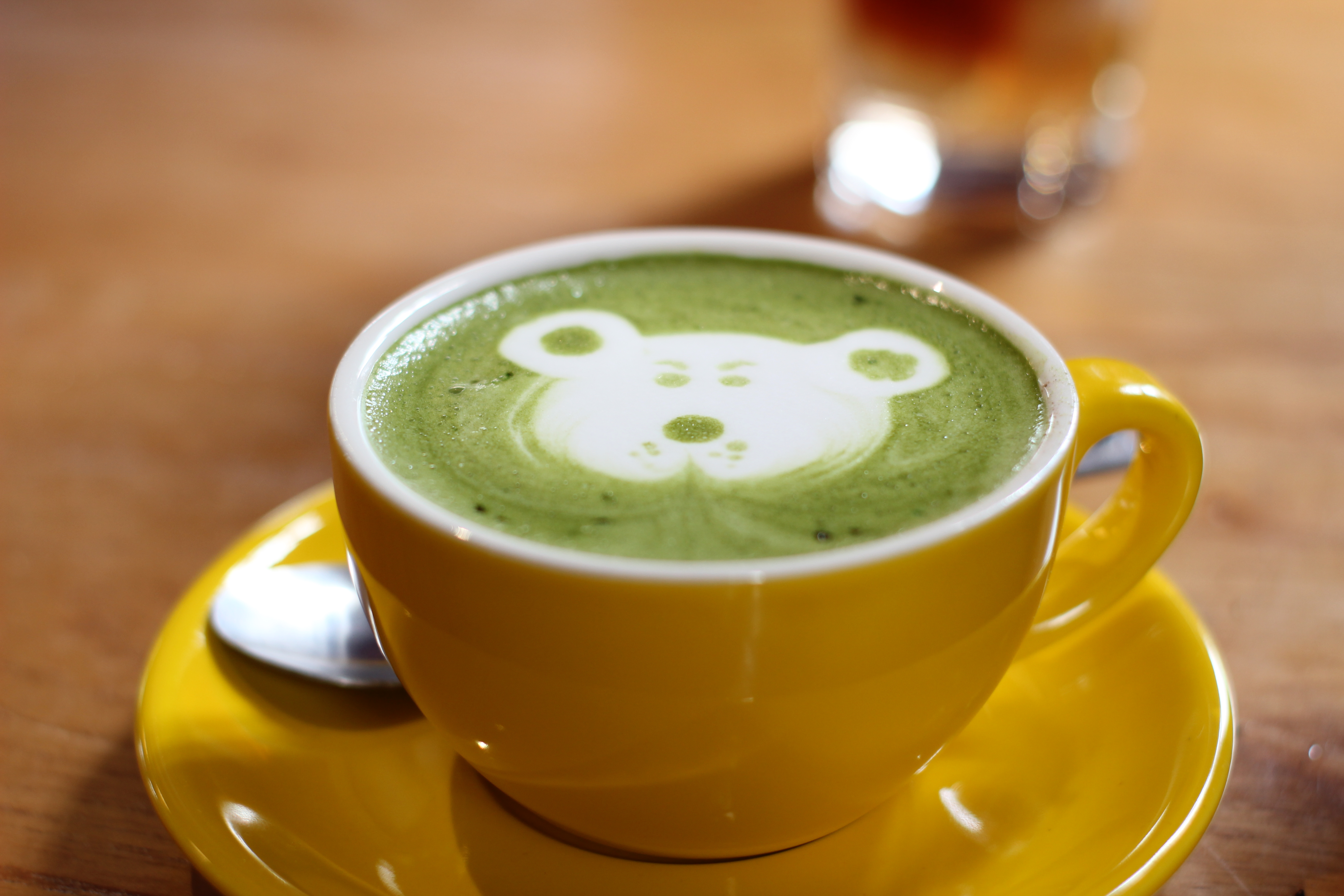
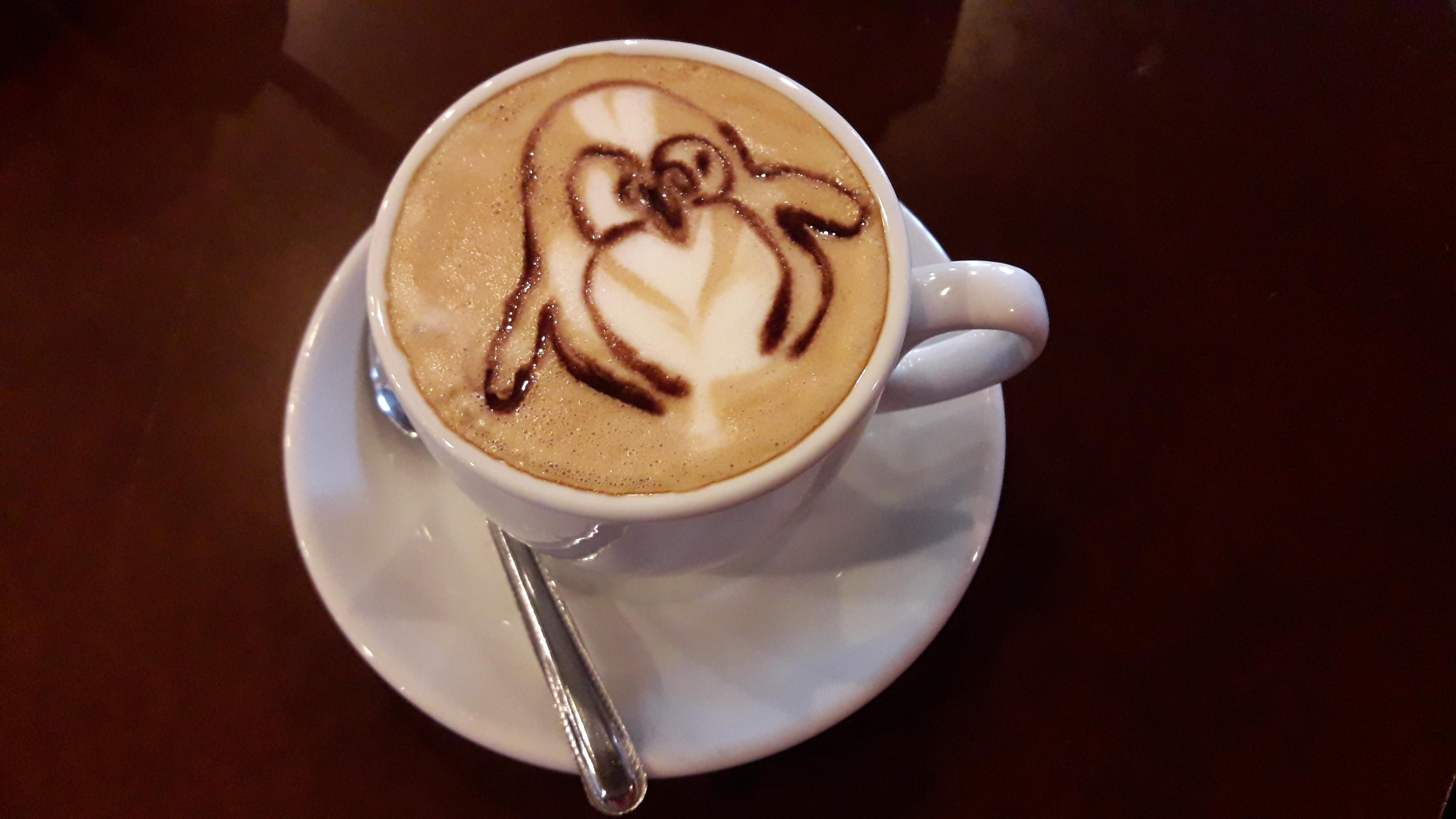
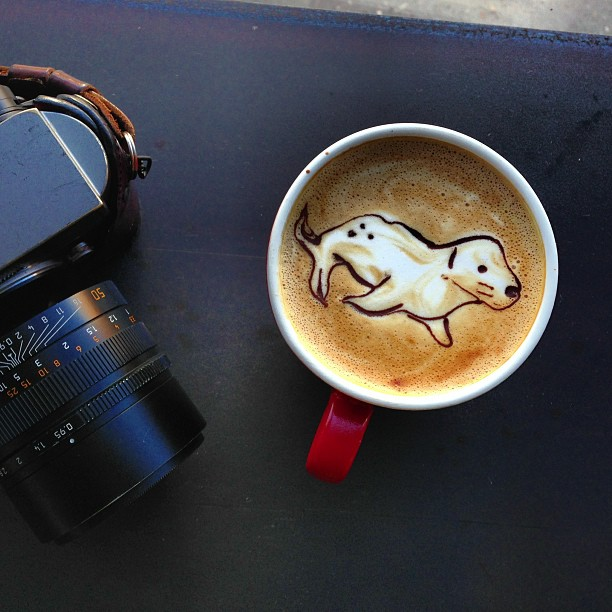
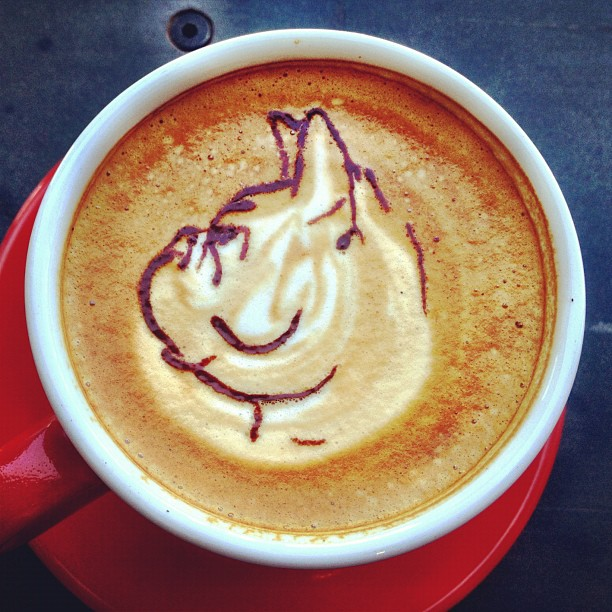
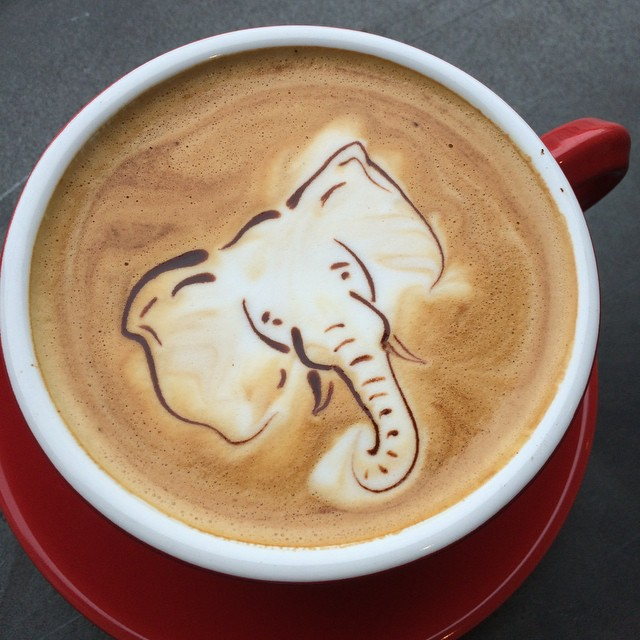
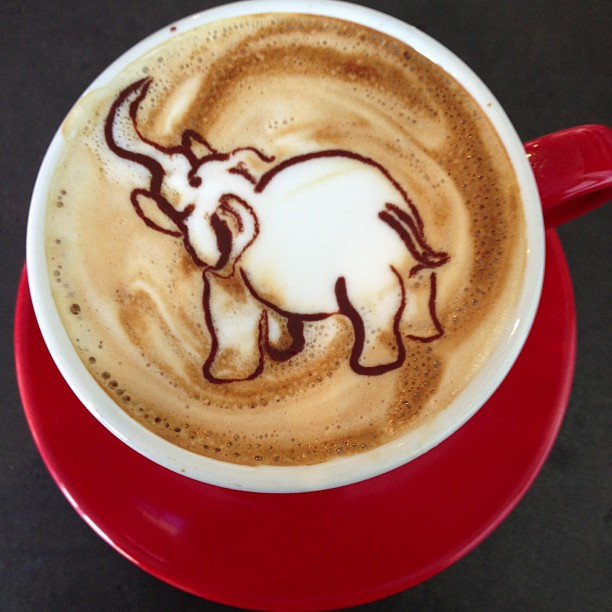
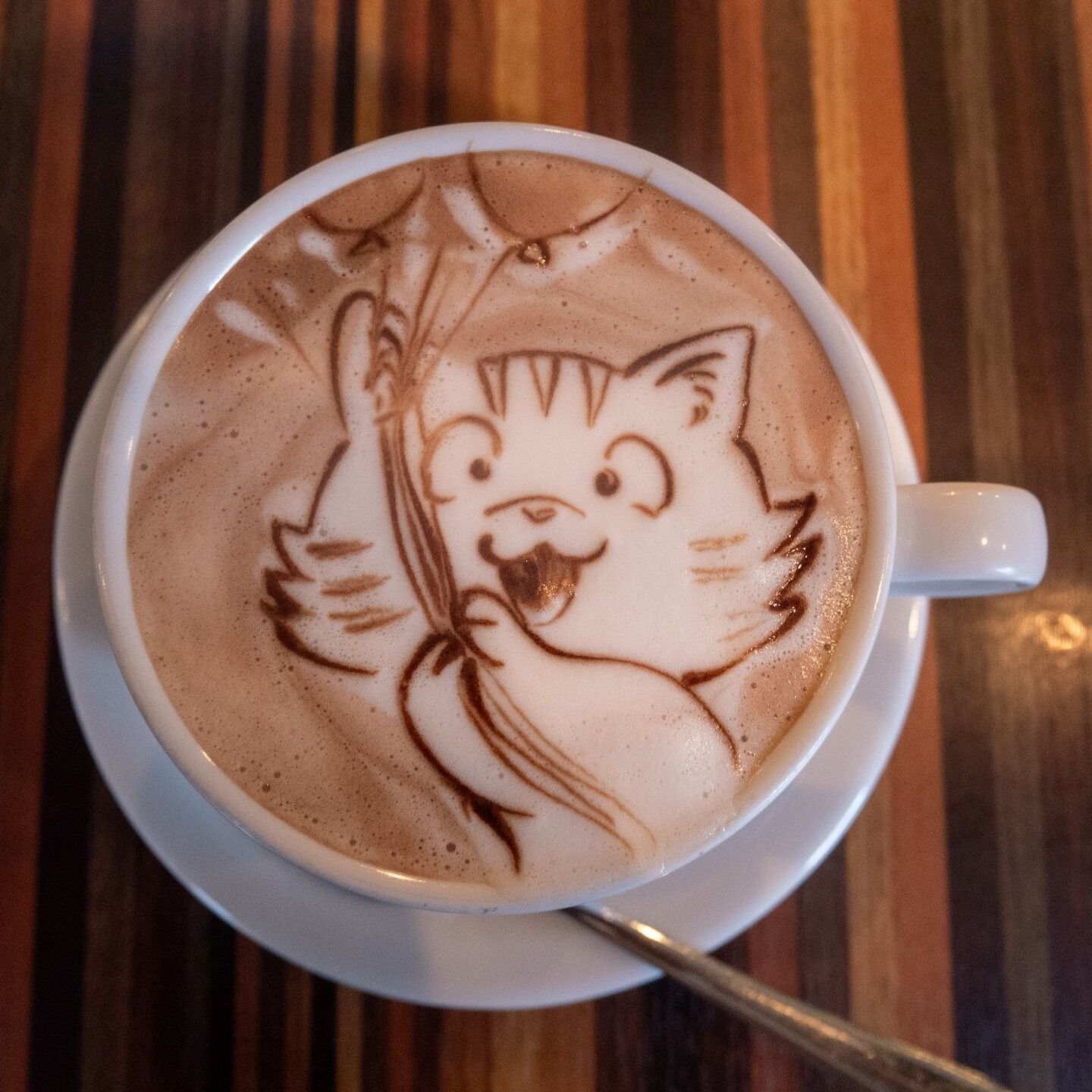
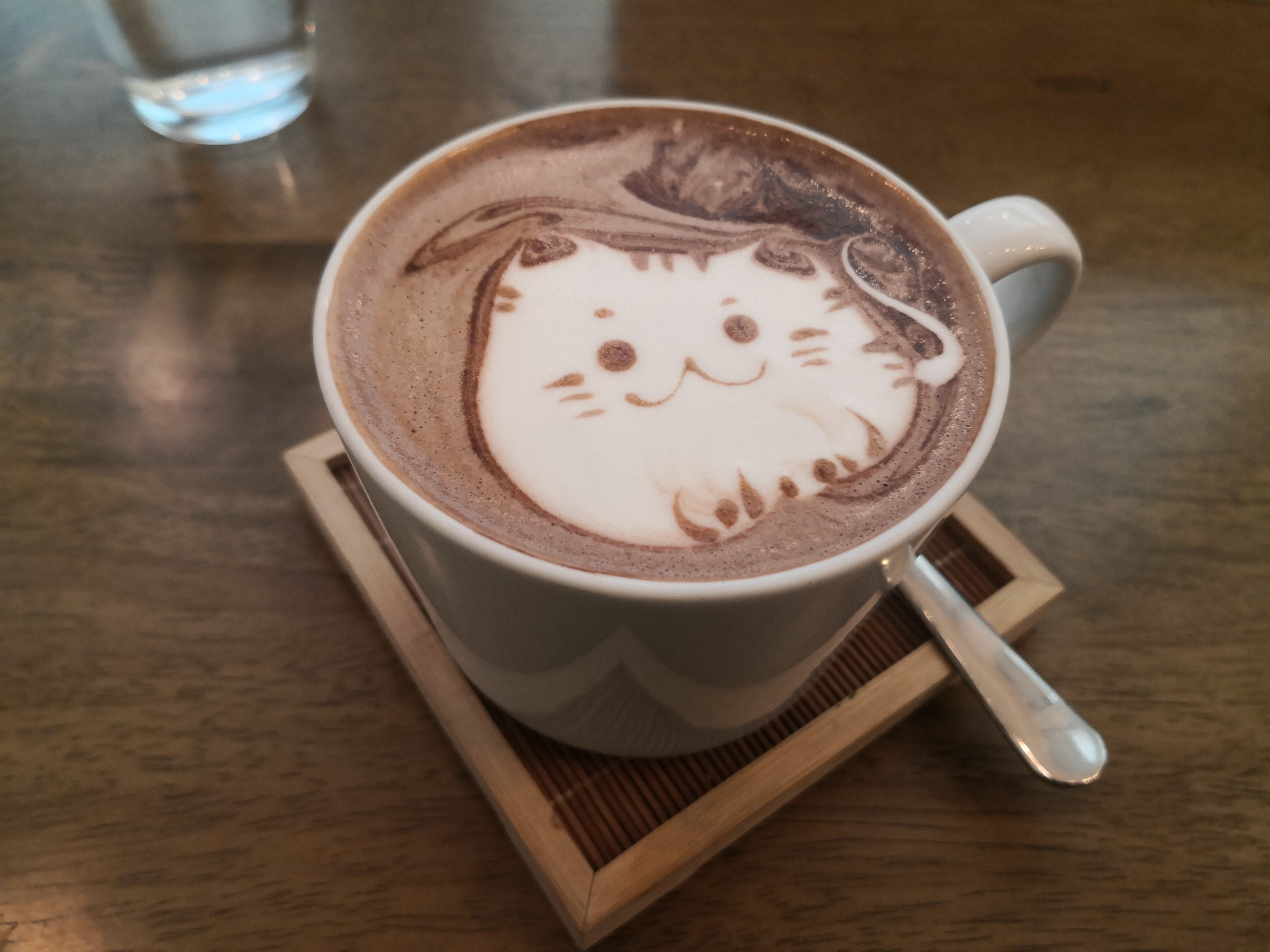
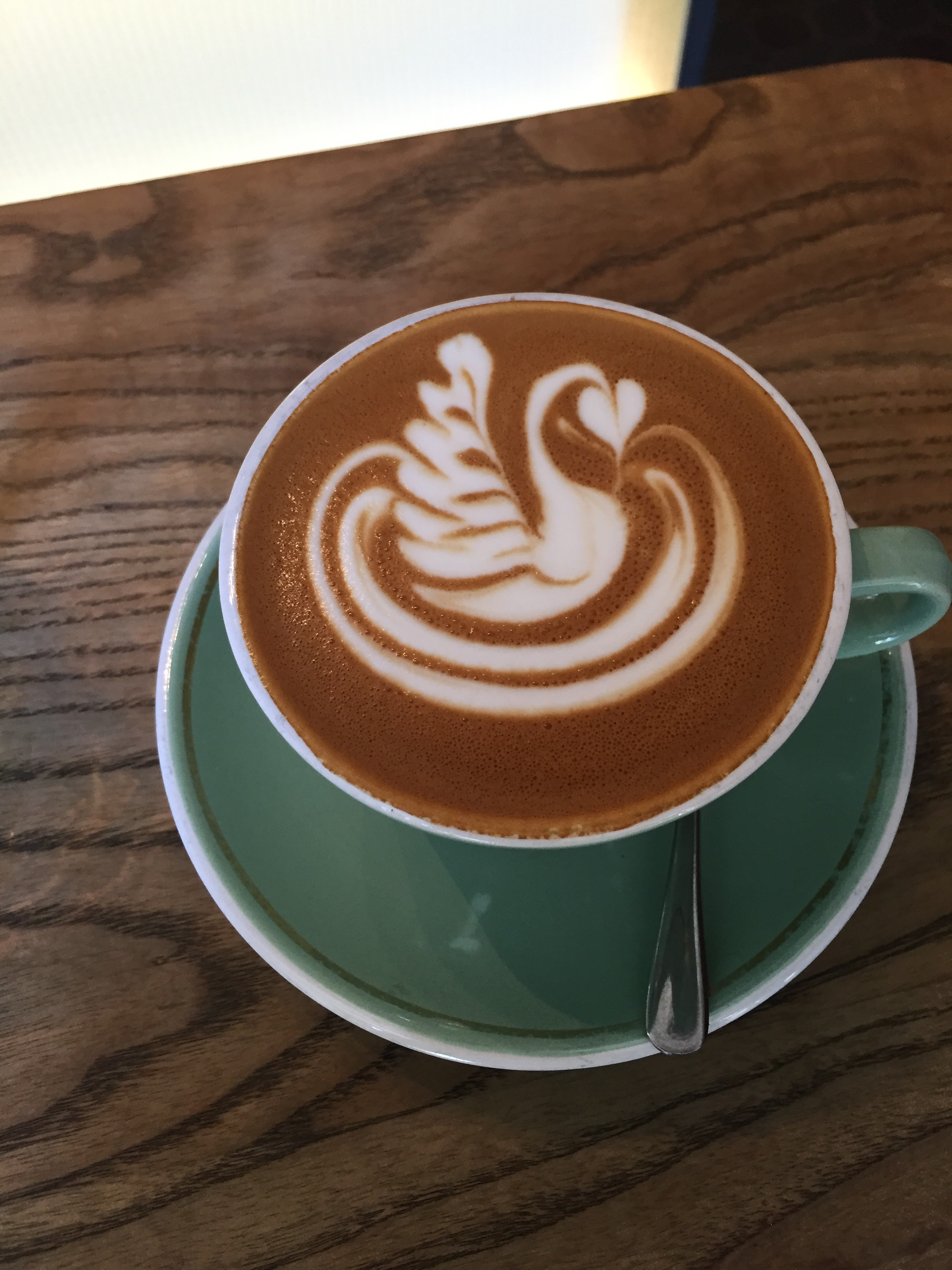
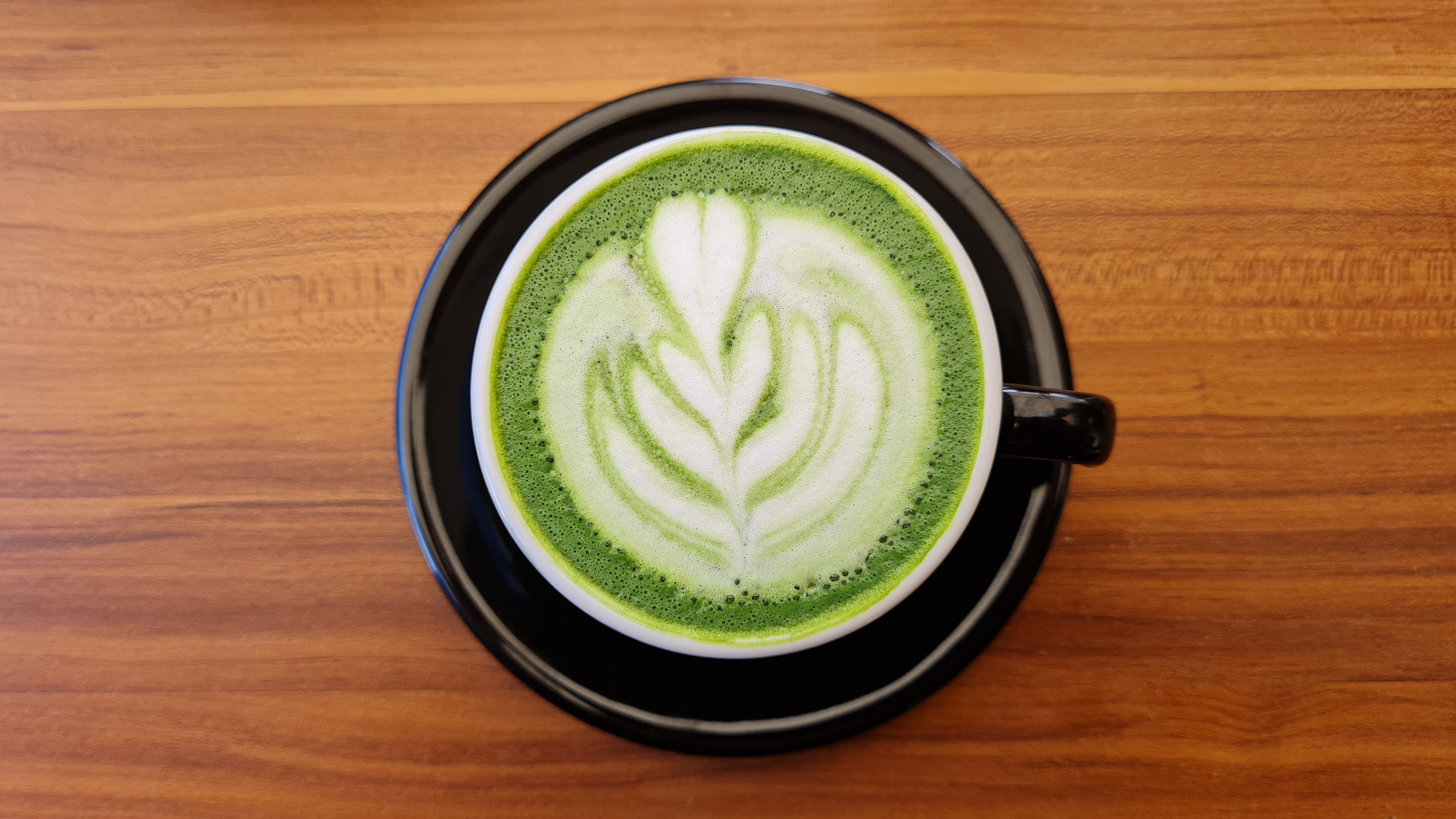